# Кириллов, Михаил Николаевич
Михаи́л Никола́евич Кири́ллов (28 июля 1908, Святошино, Киевская губерния — 13 января 1975) — советский оператор игрового кино, много сделавший и как оператор комбинированных съёмок. Заслуженный деятель искусств РСФСР (1957), лауреат двух Сталинских премий (1949, 1952).

## Биография
Родился в селе Святошкино, Украина. В 1928 году окончил операторский факультет Государственного техникума кинематографии. Работал на киностудии «Межрабпомфильм» (с 1936 года — «Союздетфильм» и киностудия имени М. Горького с 1948 года).
Автор ряда изобретений, усовершенствовавших арсенал операторских возможностей. Так, одним из первых в 1935 году применил длиннофокусную оптику для съёмки пейзажей и панорам, добившись тем самым изменения в кадре привычных масштабных соотношений. Тогда же, в отсутствие операторских машин для съёмки с движения, использовал длиннофокусную оптику для панорамирования за движущимся объектом. Смело использовал на натуре возможности раздельной съёмки с каше и контркаше: чтобы вся съёмочная группа и актёры не ждали когда в кадр войдут нужные по состоянию облака, экспонировал небо в другое время. Там же, на картине «У самого синего моря» (1935) применил только осваиваемый метод так называемой «транспарантной» съёмки, совместив в павильоне актёров со снятыми на натуре длиннофокусной оптикой кадрами штормового моря. Кириллов был увлечён и умело использовал разные приёмы комбинированных съёмок:

Работая над фильмом «Сибиряки» с оператором М. Кирилловым — энтузиастом комбинированных съёмок, я первое время несколько побаивался его увлечения этим видом съёмок. Однако в процессе работы я начал всё больше и больше увлекаться комбинированными кадрами, убеждаясь, что помимо экономического эффекта они дают и замечательные художественные результаты.
Я убедился, что они необычайно расширяют палитру режиссёра, создают богатство красок, богатство выразительных режиссёрских средств.
— Лев Кулешов, «Несколько слов о комбинированных съёмках»
.
Был оператором «Снежной королевы», где в роли сказочника снимался Ю. Любимов, но начавшаяся война помешала продолжению, картина была закрыта.
Здесь оператор не просто фиксатор, не просто даже творческий соавтор режиссёра, а самостоятельный творец тех очень сложных, кропотливых, больших выдумок, которые требуют изворотливости, терпения, настойчивости в каждом кадре. Все это сделано такой умелой, лёгкой рукой…
В работе над «Кащеем Бессмертным» для создания кадров восточного города, «прозрачной Марьи Маревны», а также «отсечения и вновь появления головы у Кащея» использовал приём отражённого совмещения, а в последнем случае ещё и в дополнительную экспозицию взмах и удар меча.
Много и плодотворно работал с братьями Иваном и Владимиром Никитченко, одним из их признанных всем миром шедевром является короткометражный фильм «Яблочко» (1946; другое название — «Оптические перекладки»).
Кириллов является создателем светотеневых фонов, использование которых придаёт кинокадру выразительность и живописность.
В 1962 году, работая на широкоэкранной картине «Я купил папу», М. Кириллов разработал новую методику съёмки, позволяющую с помощью специальных зональных линз получать в кадре одновременно резкость первого плана и объектов, сильно удалённых от камеры.
Преподавал во ВГИКе.
Умер 13 января 1975 года. Похоронен в Москве на Армянском кладбище.

## Семья
- сын — Андрей Михайлович Кириллов (род. 1936), кинооператор на студии «Беларусьфильм»[2].

## Фильмография
- 1931 — Ледолом (совместно с М. Котельниковым)
- 1933 — Окраина (совместно с А. Спиридоновым)
- 1934 — Восстание рыбаков (совместно с П. Ермоловым)
- 1935 — У самого синего моря
- 1937 — Остров сокровищ
- 1938 — Поезд идёт в Москву
- 1939 — Варя-капитан (совместно с Л. Форестье)
- 1939 — Юность командиров
- 1939 — Большая жизнь
- 1940 — Сибиряки
- 1940 — Случай в вулкане (совместно с Л. Форестье)
- 1942 — Клятва Тимура
- 1942 — Учительница Карташова (новелла в Боевом киносборнике «Юные партизаны»)
- 1944 — Кащей Бессмертный
- 1946 — Большая жизнь
- 1946 — Яблочко
- 1948 — Молодая гвардия (комбинированные съёмки)
- 1948 — Третий удар
- 1950 — Донецкие шахтёры
- 1953 — Варвары (совместно с В. Рапопортом)
- 1954 — Герои Шипки (СССР — НРБ)
- 1955 — Княжна Мери
- 1956 — Разные судьбы
- 1958 — Олеко Дундич (СССР — СФРЮ)
- 1961 — Две жизни
- 1961 — Десять тысяч мальчиков (совместно с А. Хвостовым)
- 1962 — Я купил папу
- 1964 — Верьте мне, люди
- 1965 — Путешественник с багажом
- 1967 — Я вас любил… (совместно с А. Кирилловым)
- 1968 — Нейтральные воды (совместно с А. Кирилловым)
- 1970 — Приключения жёлтого чемоданчика
- 1971 — Офицеры
- 1973 — Таланты и поклонники
- 1975 — Это мы не проходили

## Награды и звания
- Орден Трудового Красного Знамени (6 марта 1950 года) — за выдающиеся заслуги в развитии советской кинематографии, в связи с 30-летием[9]
- Сталинская премия второй степени (1949) — за фильм «Третий удар» (1948)[6][10]
- Сталинская премия второй степени (1952) — за фильм «Донецкие шахтёры» (1950)[6]
- заслуженный деятель искусств РСФСР (1957)[1]